# Chris (The King of Fighters)
Chris (クリス Kurisu?) es un personaje de la serie de videojuegos The King of Fighters, miembro del New Face Team en KOF '97. Él es uno de los Cuatro Reyes Celestiales de Orochi y es la contraparte oscura de Kyo debido a su habilidad para controlar flamas oscuras de Tutankamon. Él es también el huésped elegido para contener el espíritu despierto de Orochi, un concepto que vino previo en la producción del juego. Fue diseñado para aparentar ser alguien capaz de "matar con una sonrisa inocente". Muchos jugadores tienden a pensar que es un personaje femenino.
Una cita durante su SDM hace referencia a otro juego de SNK, Crystalis. Se cree que fue diseñado con base base en el personaje en el anime Armored Trooper Votoms. En la encuesta de Gamest's 1997 Heroes Collection, Chris fue votado como el personaje favorito N°20 del personal. 
Ambas versiones de Chris son dobladas por Rio Ogata.

## Historia
Su verdadero origen está envuelto en misterio. En algún punto, se unió a una Banda de Rock llamada CYS (consistiendo en la primera letra del nombre de los integrantes de la banda) con Yashiro Nanakase y Shermie, con él tocando la batería. Chris, junto con Yashiro y Shermie, entraron al torneo de 1997 formando el equipo "New Face Team" tras derrotar individualmente y robar las invitaciones del equipo American Sports Team, siendo elegidos para participar antes que las preeliminatorias terminaran. Chris peleó contra Heavy D!, derrotándolo, y robando su invitación para el torneo. Su meta inicial para ingresar en el torneo fue debido al rencor y deseo de venganza de Yashiro sobre Iori Yagami, el líder de una banda rival que los ha sobrepasado en popularidad robándoles un show. Chris, Shermie y Yashiro eran originalmente inconscientes de su herencia con Orochi.
Como progresaba el torneo, la sangre de Orochi en Chris y sus amigos despertó y recuperaron sus recuerdos como tres de los "Cuatro Reyes Celestiales". Como miembros leales a Orochi, continuaron en el torneo para reunir energía y revivir a Orochi. Ellos secuestraron a Yuki como un sacrificio a Orochi para que éste recuperara su potencial total, activaron el Disturbio de la Sangre en Iori y Leona con su presencia. Orochi regresó al mundo físico utilizando el cuerpo de Chris como huésped pero vuelve a ser sellado por los integrantes del equipo Three Sacred Treasures: Kyo, Iori, y Chizuru. En el ending de New Face Team, hay dos teorías una dice que se dieron cuenta del poder de Orochi, y se suicidaron para que el Dios no pudiera volver, y la otra dice que los 3 integrantes se sacrifican con la esperanza de revivir a Orochi.
Chris regresa a The King of Fighters XV junto a sus amigos Yashiro y Shermie.

## Personalidad
Chris es bastante inocente, tímido, alegre, y tiene un corazón de oro, es considerado un poco antisocial. Parece ser también bastante sentimental.
Es un niño totalmente inocente incapaz de lastimar a alguien, se enoja con muy poca frecuencia, es comprensivo, atento, cariñoso, amoroso y muy paciente. Ama los días nublados y lluviosos, odia las mentiras y los abusos, su color favorito es el morado y el azul.
Nació el 3 de mayo de 1983.
Sentimentalmente no ha tenido relación alguna con alguien.

## Estilo De Pelea
Chris pelea valiéndose de su velocidad. Tiene algunos movimientos acrobáticos además se confía de sus poderes por la herencia de Orochi.

## Poderes
- Super Velocidad - Chris puede moverse más rápido que un humano promedio.

- Ataques de Energía - Chris puede fusionar sus ataques con energía.

- Translocacion - Usando el poder de super velocidad, Chris puede trasladarse el mismo a otro lugar.

- Manotazos de energia - Chris usa un ataque de espejo y da manotazos a una velocidad mayor. (En el DM da simples golpes rápidos que van de 6 aciertos, pero como SDM es lento y usa una esfera amarilla y da 8 aciertos dañando más al adversario).

- Giros - Chris gira rápidamente hacia arriba del oponente con patadas voladoras. (En el DM da 10 aciertos, pero en el SDM 15 aciertos).

- HSDM - En las versiones del KOF 2002, a Chris le introducen su técnica de convertirse en Orochi Chris. Lo malo es que para muchos oponentes evitan que se transforme, en el 2002 UM se le añade el bloqueo al personaje que intente intervenir.

## Música
- Bloody - The King of Fighters '97, '98 y 2002

- Violent Ligthning, Fire, Earth - The King of Fighters 2002 (En estado Orochi)

- Re:Bloody - The King of Fighters 2002 UM

- Butterfly Emerges from Chrysalis - The King of Fighters 2002 UM (En estado Orochi)

- Resonant Objects - The King of Fighters XV

## Apariciones
- The King of Fighters '97
- The King of Fighters '98
- The King of Fighters R-1
- The King of Fighters R-2
- The King of Fighters 2000 - Como Striker para Whip
- The King of Fighters 2002
- The King of Fighters 2002: Unlimited Match
- The King of Fighters Neowave
- The King of Fighters XV

## Apariciones en Móviles
- Days of Memories (segundo y quinto título) - NPC, mención pasajero en el quinto

- Moeyo! KOF Daiundokai

## Cameos
- The King of Fighters 2003 - en el ending de un equipo editado
- The King of Fighters XIII - en el stage de Londres
- The King of Fighters '94: Rebout - cameo de fondo
- Neo Geo Battle Coliseum - en el ending de Shermie
- The King of Fighters: Kyo
- The King of Fighters (pachinko)
- The King of Fighters 2

## Curiosidades
- Fue el primer menor de edad en aparecer como luchador, el segundo es Bao.
- Es el primer menor en ser antagonista del juego.
- Es posible que algunos movimientos sean como de Caporeira (similares a las de Bob Wilson y Duck King).
- Para muchos novatos, Chris es muy difícil de superar al luchar contra él. Ya que en algunas versiones es capaz de matar al jugador con combos.
- Es uno de los personajes más versátiles junto con Vanessa, Lin y Duo Lon.